# Octombrie 2017
Acest articol este generat integral pe baza informațiilor din articolul 2017 și este actualizat periodic de un robot.
 Editările făcute în articol vor fi șterse la următoarea actualizare! Dacă doriți să faceți modificări, editați articolul-sursă.

ianuarie -
februarie -
martie -
aprilie -
mai -
iunie -
iulie -
august -
septembrie -
octombrie -
noiembrie -
decembrie
Octombrie 2017 a fost a zecea lună a anului și a început într-o zi de duminică.

## Evenimente

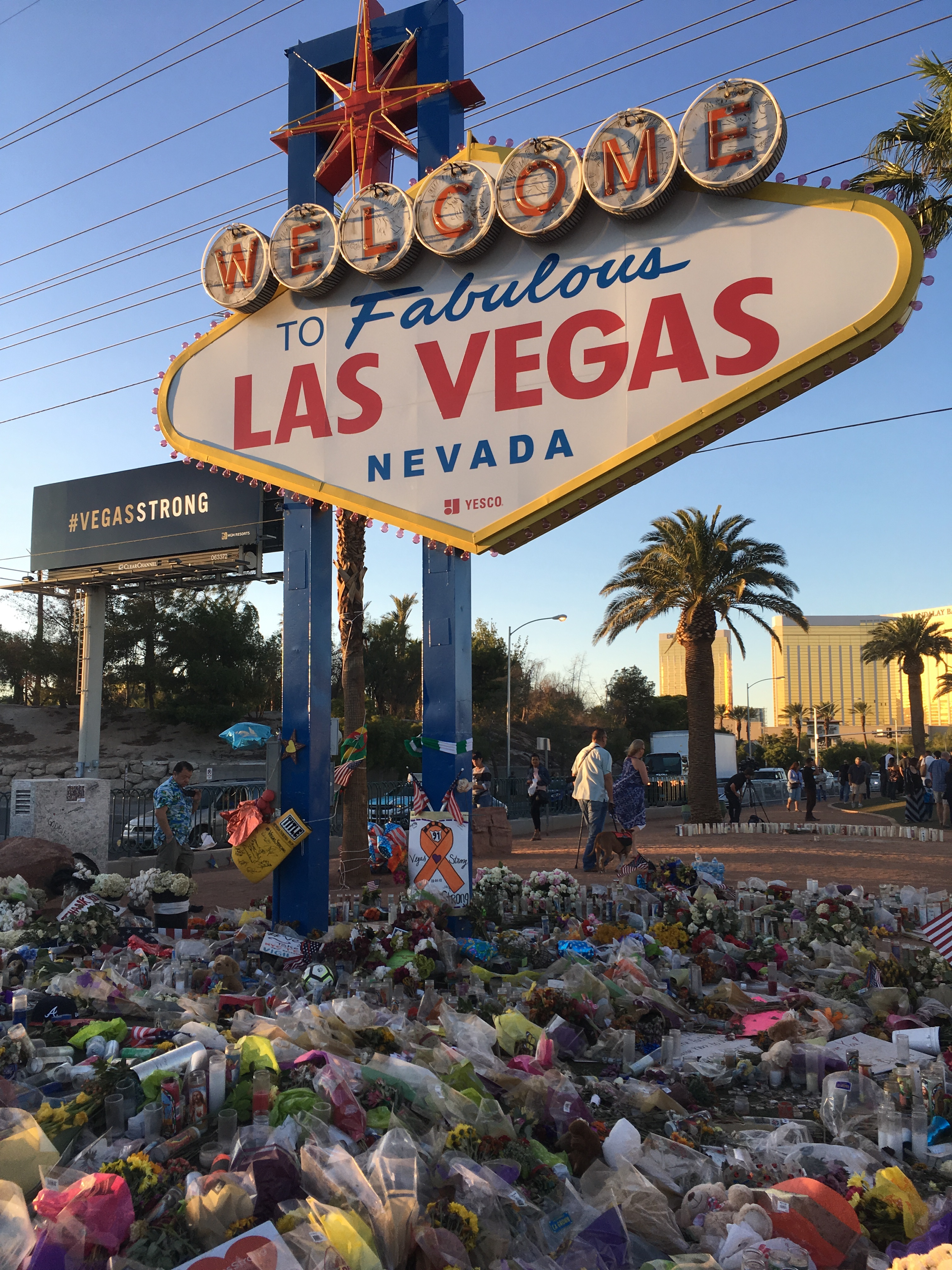
1 octombrie: Un atac armat comis de Stephen Paddock care a deschis focul de la etajul 32 al hotelului Mandalay Bay asupra a 22.000 de spectatori care asistau la un concert de muzică country din orașul american Las Vegas, s-a soldat cu 58 morți și peste 500 răniți.

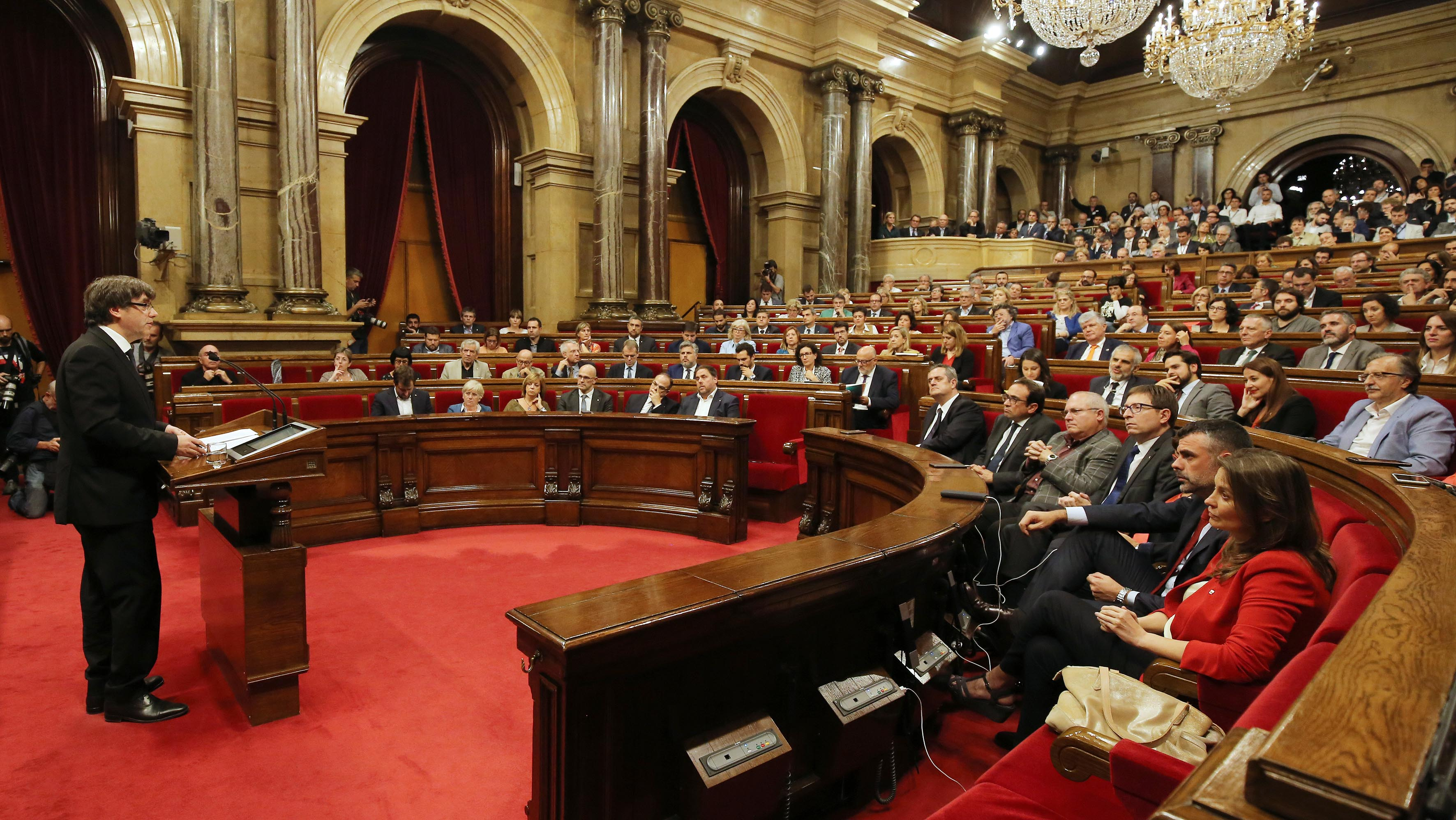
27 octombrie: Puigdemont declară independența Cataloniei față de Spania

- 1 octombrie: Un atac armat comis de un individ de 64 ani, Stephen Paddock, care a deschis focul de la etajul 32 al hotelului Mandalay Bay, unde era cazat, asupra a 22.000 de spectatori care asistau la un concert de muzică country din orașul american Las Vegas, s-a soldat cu 58 morți și 515 răniți.
- 1 octombrie: Guvernul Cataloniei efectuează un referendum privind independența Cataloniei față de Spania. Referendumul este în contradicție cu Constituția spaniolă, care stabilește indivizibilitatea statului și pentru care populația catalană a votat la 6 decembrie 1978 prin vot popular. Pentru a se asigura că alegătorii nu pot vota, poliția recurge la violențe masive.[1][2]
- 8 octombrie: La Barcelona, câteva sute de mii de oameni, printre care și laureatul Nobel, scriitorul Mario Vargas Llosa, demonstrează împotriva secesiunii Cataloniei de Spania.
- 10 octombrie: Adunarea Parlamentară a Consiliului Europei a ales-o pe conservatoarea cipriotă Stella Kyriakides în funcția de președinte al Consiliului Europei.
- 12 octombrie: Statele Unite și Israel au anunțat decizia de a se retrage din UNESCO până la sfârșitul anului 2018.
- 12 octombrie: Asteroidul de mici dimensuni "2012 TC4" (10-12 metri) care se mișcă cu o viteză de 7,6 km/s a trecut la doar 44.000 km distanță de suprafața Pământului.
- 13 octombrie: Parlamentul albanez a votat un proiect de lege privind protecția minorităților etnice, aromânii primind astfel statut oficial de minoritate națională.[3]
- 15 octombrie: Alegeri legislative în Austria, câștigate de Partidul Popular Austriac (OeVP, conservator), condus de ministrul de externe Sebastian Kurz.
- 16 octombrie: Cercetătorii de la observatoarele LIGO (SUA) și VIRGO (Italia) au anunțat că la 17 august 2017 au fost detectate unde gravitaționale produse în urma coliziunii dintre două corpuri cu mase între 1,1 și 1,6 mase solare - cel mai probabil niște stele neutronice, eveniment denumit GW170817. Evenimentul a coincis cu detectarea de către telescopul spațial Fermi Gamma-ray, aparținând NASA, a unei explozii de radiații gama în aproximativ același timp și provenind din aceeași direcție din spațiu.[4]
- 21 octombrie: Prim-ministrul Spaniei, Mariano Rajoy, activează articolul 155 din Constituția Spaniei. Acest lucru va pune Catalonia sub controlul direct al guvernului central, eliminând guvernul regional și întreaga putere a Parlamentului Cataloniei. Poliția regională și mass-media vor fi, de asemenea, sub controlul său.
- 27 octombrie: Președintele Nursultan Nazarbayev al Kazahstan anunță că limba kazahă va trece de la alfabetul chirilic la alfabetul latin până în 2025.[5]
- 27 octombrie: Membrii parlamentului regional catalan votează cu 70-10 voturi pentru independența regiunii lor față de Spania. Madridul anunță preluarea controlului direct al regiunii: destituirea guvernului catalan, dizolvarea parlamentului catalan si alegeri anticipate pe 21 decembrie.
- 30 octombrie: Procuratura Generală spaniolă anunță că îi acuză de "rebeliune", "răzvrătire" și deturnare de fonduri pe membrii demiși ai cabinetului catalan și conducerea Parlamentului regional care au permis declararea independenței Cataloniei.
- 31 octombrie: Opt oameni sunt uciși și cel puțin alți 11 sunt răniți când un bărbat a condus un camion închiriat spre o pistă de biciclete de-a lungul autostrăzii West Side din  Manhattan. Suspectul, în vârstă de 29 de ani, identificat mai târziu ca un imigrant uzbekistan, este împușcat și luat în custodie de poliție.[6]

## Decese
- 2 octombrie: Tom Petty (n. Thomas Earl Petty), 66 ani, muzician american (n.1950)
- 3 octombrie: Jalal Talabani, 83 ani, om politic irakian de etnie kurdă, președinte (2005–2014), (n. 1933)
- 4 octombrie: Bronisław Chromy, 92 ani, artist plastic polonez și profesor la Academia de Arte Frumoase din Cracovia (n. 1925)
- 5 octombrie: Dan Sergiu Hanganu, 78 ani, arhitect canadian de etnie română (n. 1939)
- 7 octombrie: Veaceslav Ivanov, 88 ani, filolog rus și indo-europenist (n. 1929)
- 7 octombrie: Ole Krarup, 82 ani, om politic danez, membru al Parlamentului European (1999-2004), (n. 1935)
- 8 octombrie: Loula Anagnostaki, 88 ani, scriitoare greacă (dramaturgă), (n. 1928)
- 9 octombrie: Jean Rochefort, 87 ani, actor francez (Lost in La Mancha, Le fantôme de la liberté, Mr. Bean's Holiday), (n. 1930)
- 10 octombrie: Stan Nițu, 96 ani, general român (n. 1921)
- 11 octombrie: Lika Kavjaradze, 57 ani, actriță de film georgiană (n. 1959)
- 12 octombrie: Horst Posdorf, 69 ani, om politic german, membru al Parlamentului European (2004–2009), (n. 1949)
- 14 octombrie: Emil-Teodor Popescu, 80 ani,  deputat român în legislatura 1992-1996 (n. 1937)
- 14 octombrie: Yambo Ouologuem, 77 ani, scriitor malian (n. 1940)
- 16 octombrie: Daphne Caruana Galizia, 53 ani, jurnalistă, scriitoare și activistă anticorupție malteză (n. 1964)
- 17 octombrie: Nicolae Bria, 90 ani, specialist român în agricultură (n. 1927)
- 17 octombrie: Danielle Darrieux (Danielle Yvonne Marie Antoinette Darrieux), 100 ani, actriță și cântăreață franceză (n. 1917)
- 17 octombrie: Julian May, 86 ani, scriitoare americană (n. 1931)
- 18 octombrie: Olga Tudorache (Maria Olga Tudorache), 88 ani, actriță română (n. 1929)
- 19 octombrie: Umberto Lenzi, 86 ani, regizor de film, scenarist și romancier italian (n. 1931)
- 20 octombrie: Eugen Evu, 73 ani, poet, publicist și prozator român (n. 1944)
- 20 octombrie: Gheorghe Ion Marin, 88 ani, jurnalist, membru al Uniunii scriitorilor din R. Moldova (n. 1929)
- 21 octombrie: Sorin Condurache, 49 ani, fotbalist român (n. 1968)
- 22 octombrie: Daisy Berkowitz (n. Scott Mitchell Putesky), 49 ani, muzician american (Marilyn Manson) (n. 1968)
- 22 octombrie: Aurel Preda, 77 ani, general român (n. 1940)
- 22 octombrie: Eleonore Trefftz, 97 ani, fiziciană germană (n. 1920)
- 23 octombrie: Walter Lassally, 90 ani, director de imagine britanic, născut în Germania (n. 1926)
- 23 octombrie: Coen Stork, 89 ani, ambasadorul regatului Țărilor de Jos în România, la sfârșitul regimului Nicolae Ceaușescu (n. 1928)
- 24 octombrie: Fats Domino (n. Antoine Dominique Domino), 89 ani, unul dintre primii muzicieni americani, genul rock and roll (n. 1928)
- 26 octombrie: Liviu Dănceanu, 63 ani, compozitor, dirijor, publicist și profesor român (n. 1954)
- 26 octombrie: Nicolae Tomaziu, 101 ani, cel mai vârstnic deținut politic al lagărelor comuniste din România (n. 1916)
- 27 octombrie: Titu Stoicheci, 106 ani, general de brigadă în retragere român, cel mai vârstnic veteran de război din Oltenia și ultimul jandarm supraviețuitor al bătăliei de la Stalingrad (n. 1911)
- 31 octombrie: Mircea Drăgan, 85 ani, regizor și scenarist român (n. 1932)